# (200355) 2000 KY46
(200355) 2000 KY46 es un asteroide perteneciente al cinturón de asteroides descubierto el 27 de mayo de 2000 por el equipo del Lincoln Near-Earth Asteroid Research desde el Laboratorio Lincoln, Socorro, Nuevo México, Estados Unidos.

## Designación y nombre
Designado provisionalmente como 2000 KY46.

## Características orbitales
2000 KY46 está situado a una distancia media del Sol de 3,165 ua, pudiendo alejarse hasta 3,895 ua y acercarse hasta 2,436 ua. Su excentricidad es 0,230 y la inclinación orbital 14,90 grados. Emplea 2057,52 días en completar una órbita alrededor del Sol.

## Características físicas
La magnitud absoluta de 2000 KY46 es 15,2. Tiene 4,707 km de diámetro y su albedo se estima en 0,096. 